# Carl Silfversparre
Carl Arent Silfversparre, född 26 maj 1889 på Björkborns herrgård, Karlskoga socken, Örebro län, död 2 november 1960 i Stockholm, var en svensk konstruktör och målare.
Han var son till överingenjören Arent Fredrik Herman Silfversparre och Octavia (Vivi) Elisabeth Widebeck, samt sonson till konstnären Nadeschda Silfversparre och systerson till Maria Widebeck. 1923 ingicks äktenskap med Greta Hildegard Bergendal. 
Silfversparre studerade vid Tekniska skolan i Stockholm. Han arbetade därefter som tjänsteman vid Telefonaktiebolaget L.M Ericsson och var tillförordnad syssloman vid asylförvaltningen i Stockholm. Senare kom Carl Silfversparre att arbeta som konstruktör vid Bofors i Karlskoga. 

## Målare och kanotist
Vid sidan av sitt arbete var Silfversparre en begåvad målare som utförde ett flertal järnverksinteriörer från Bofors och olika heminteriörer. 
Allt sedan tonåren var Carl Silfversparre verksam i Föreningen för Kanot-Idrott, Sveriges äldsta kanotförening, där han ägnade sig både åt paddling och kanotsegling. Han konstruerade också flera egna kanoter.
Makarna Silfversparre är begravda på Gamla kyrkogården i Strängnäs.